# Marmorata
Marmorata is een geslacht van vlinders van de familie slakrupsvlinders (Limacodidae).

## Soorten
- M. bradleyi Viette, 1980
- M. fletcheri Viette, 1980
- M. marmorata (Saalmüller, 1880)
- M. pauliani Viette, 1980
- M. vaovao Viette, 1980